# قریه الفاو
قریه الفاو پایتخت نخستین پادشاهی کنده بود. این بنا در حدود ۱۰۰ کیلومتری وادی الدواسر و ۷۰۰ کیلومتری جنوب غربی ریاض، پایتخت عربستان سعودی واقع شده‌است. محوطه باستانی الفاو ویژگی‌های گوناگونی مانند خانه‌های مسکونی، فروشگاه‌ها، جاده‌ها، گورستان‌ها، پرستشگاه‌ها و چاه‌های آب دارد.
این مکان در میان زبان‌شناسان به دلیل اینکه نخستین و تنها متن به زبان عربی باستان و در خط سبایی نوشته در این مکان وجود دارد و پیشینه آن به سده یکم میلادی می‌رسد. گمان می‌رود که زبان سنگ‌نوشته پیدا شد یک پیشگام برای زبان عربی باشد.

## تاریخ
پژوهشگران از شهر چیز زیادی نمی‌دانند. با توجه به کاوش‌های باستان‌شناسی، پیشینه شهر به سده چهارم پیش از میلاد می‌رسد. این شهر در ابتدا بر پایه مجموعه‌ای از سنگ‌نوشته‌ها به عنوان «قریة ذات کاهل» شناخته می‌شد. کاهل خدایی بود که توسط قبایل عرب کنده و مذحج پرستیده می‌شد.
عصر طلایی شهر برای نزدیک به هشت قرن بین قرن چهارم قبل از میلاد و قرن چهارم پس از میلاد امتداد داشت تا اینکه متروک شد. در دوره طولانی خود، این شهر از حملات مختلف ایالت‌های همسایه جان سالم به در برد، همان‌طور که در اواخر قرن دوم پس از میلاد گزارش‌های سبایی نشان می‌دهد. همچنین در کتیبه نامره از لشکرکشی عمروالقیس بن عمرو به نجران یاد شده که به قریة الفاو رسید و طایفه حاکم مذحج را از شهر بیرون کرد. پس از آن واقعه دیگر هرگز نام این شهر ذکر نشد، به جز روایت مختصری از ابومحمد همدانی.